# Charles Lambrechts
Pour les articles homonymes, voir Lambrechts.
Charles Joseph Mathieu, comte Lambrechts, né le 20 novembre 1753 à Saint-Trond dans la principauté de Liège et mort le 3 août 1823 à Paris, est un jurisconsulte, canoniste, recteur de l'université de Louvain et homme politique français, originaire des Pays-Bas autrichiens, des XVIIIe et XIXe siècles.

## Biographie

### CanonisteàLouvain
Fils de Gilles de Lambrechts, colonel d'un régiment de la garnison mixte de Namur au service des États généraux de Hollande, Lambrechts (la particule fut supprimée lors de la réunion de la Belgique à la France,) naquit, par hasard parait-il, à Saint-Trond (principauté de Liège), au cours d'un petit voyage de ses parents. Les seuls autres renseignements sur les premiers temps de sa vie, sont ceux qu'il a consignés lui-même dans une petite notice personnelle annexée à son testament.
Il étudia le droit à l'université de Louvain, fut reçu licencié en 1774, professa le droit canonique en 1777, devint docteur en 1782, et fut élu recteur de cette université en 1786.
En 1778 il fut initié à la loge La Vraie et Parfaite Harmonie à l'Orient de Mons.
L'empereur Joseph II le chargea, en 1788 et 1789, d'étudier en Allemagne l'enseignement du droit, avec promesse, au retour, de recevoir à Louvain la chaire de droit public et de droit des gens (ius gentium), ancienne appellation du droit international public.

« C'est pendant ce voyage, c'est dans la conversation « des professeurs de ces universités, que j'ai principalement puisé les principes dont j'ai fait ensuite ma règle de conduite en matière politique ; c'est ainsi que j'ai acquis cet amour de la liberté, cette haine de l'arbitraire, qui m'accompagneront jusqu'à mon dernier soupir. Oui, le plus grand avantage que je connaisse ici bas, c'est de ne dépendre que des lois et non du caprice des hommes. »

— Notice trouvée dans les papiers de M. le comte Lambrechts : et publiée par son héritier (M. d'Outrepont), vol. in-8°, M. d'Outrepont, 1823, 8 p., p. 3 et 4
Lambrechts enseignait, à Louvain, le droit canonique, et ceux qui ont assisté à ses leçons s'accordent à dire que, dès le principe, il montra l'attachement le plus inébranlable aux maximes et à la discipline des premiers siècles, poursuivant sans relâche, et sans prendre garde aux calomnies dont son zèle était le prétexte, les fausses décrétales et l'introduction de leurs erreurs dans les maximes du clergé belge. Ses sentiments à cet égard se retrouvent consignés, tels qu'il les a toujours professés, dans une brochure qu'il publia en 1818, en réponse aux prétentions ultramontaines de l'abbé Frayssinous.
En Belgique comme en France, la tendance des ultramontains avait pour but d'enlever les élections des évêques aux chapitres pour les attribuer au pape, et de donner la plus grande extension au scandale des annates, déclarées simoniaques par les canonistes les plus respectés ; de multiplier les évêchés, et d'accroître sans cesse leurs dotations, au détriment de la considération et des moyens de subsistance des curés à portion congrue ; d'étendre incessamment les juridictions ecclésiastiques, au préjudice des juridictions impériales ; d'attaquer ou d'éluder, par tous les moyens, la faible barrière que le pouvoir temporel opposait à leurs envahissements par les appels comme d'abus.

Lambrechts ne pouvait pas combattre ces prétentions par une masse aussi imposante d'autorités nationales, que celle qui existe en France en faveur des libertés de l'église gallicane ; mais, indépendamment de la faculté qu'il avait de recourir, à bon droit, aux maximes professées en France sans contestation, il ne manquait pas d'invoquer souvent une autorité qui, même isolée, aurait encore été très grave. Nous voulons parler de Van Espen, auteur du Jus canonicum universum, qui avait précédé Lambrechts dans la même chaire, un siècle avant lui. Voici en quels termes l'ex-sénateur de l'empire parlait encore en 1818 de son ancien prédécesseur à l'université de Louvain : 

« Les empiétements du clergé catholique et ses prétentions étaient si vexatoires, que, dans un temps où sa religion était dominante, on n'avait trouvé d'autre remède contre ses abus de pouvoir, que les appels dont il s'agit : C'est ce qui engagea le célèbre Van Espen à écrire, à l'âge de quatre-vingts ans, son traité « De recursu ad principem », afin d'opposer une digue aux abus toujours renaissants des juridictions cléricales ; mais ce vertueux ecclésiastique, qui distribuait aux pauvres tous les revenus de la chaire de droit canonique qu'il occupait à l'université de Louvain, fut bientôt obligé d'avoir pour lui-même recours à l'appel comme d'abus ; encore, ce remède ne put-il le sauver entièrement de la persécution des prêtres intolérants. Chargé d'années, de gloire et d'infirmités, il fut contraint de chercher en Hollande ; un abri contre leurs vexations ; il mourut bientôt à Amsterdam dans des sentiments de piété et de résignation, après avoir employé sa vie à défendre la discipline et les usages de la primitive église, dont il était le plus zélé partisan. »

— Lambrechts, Quelques réflexions à l'occasion du livre de M. l'abbé Frayssinous, intitulé : « Des vrais principes de l'Église gallicane », Paris, Alexis Eymery et Delaunay, 1818, 103 p., p. 69
« Lambrechts n'était pas au reste de ces hommes qui adoptent aveuglément les principes des maîtres dont ils ont suivi l'enseignement. » Chez lui toutes les convictions étaient liées et enchaînées, par les déductions logiques les plus précises, aux faits historiques, dont il avait une connaissance approfondie, et à l'étude du cœur humain sur lequel il méditait sans cesse. Si on l'avait vu à l'université de Louvain insister avec force pour le maintien des appuis comme d'abus, ce n'était pas qu'il considérât comme essentiellement bonne en elle-même une institution qui avait pour résultat de transformer parfois des juges en théologiens ; mais parce que, comme il le dit, à une époque où la religion catholique, dominante de fait et de droit, jouissait d'une multitude de privilèges, on n'avait trouvé que ce remède contre les envahissements du clergé.

Nous voyons, par un passage de la brochure que nous avons déjà citée, qu'à la condition de ne laisser au clergé catholique aucune espèce de privilège, il n'aurait pas été contraire à l'indépendance que notre constitution lui accorde : 

« Au reste, dit-il, depuis l'introduction de la liberté des cultes, l'abolition des privilèges, et la suppression des officialités et autres tribunaux ecclésiastiques, qui en fut la suite, je confesse que je ne vois pas bien la « grande utilité du moyen extraordinaire de l'appel comme d'abus : en ne s'immisçant pas dans les affaires purement ecclésiastiques, en abdiquant la manie de tout réglementer qui s'est introduite dans ces matières, comme dans beaucoup d'autres, en tenant d'une main ferme les rênes de l'état, on trouvera dans la loi commune assez de moyens de répression contre les entreprises du clergé, etc. »

— Réflexions, p. 70
Un homme aussi indépendant, au sein d'une université dévouée jusque-là à toutes les décisions du propre mouvement, devait nécessairement être vu de très mauvais œil par tous ceux qui alimentèrent l'insurrection des Pays-Bas autrichiens, contre l'autorité de l'empereur germanique. Il était d'ailleurs trop dévoué aux intérêts, du « prince philosophe » qui l'avait fait voyager, et qui avait ainsi étendu la sphère de ses connaissances et de son enseignement, pour trouver assez graves les motifs de l'insurrection, et trop courageux pour n'en pas dire son sentiment.

### Ministre du Directoire
Une atrocité dont il fut témoin, pendant la révolution brabançonne, ne fit qu'augmenter en lui l'éloignement que son principe lui inspirait déjà. Voici en quels termes il parlait encore de ce sanglant épisode, vingt-huit ans après le jour où les annales du Brabant en « furent souillées » :

« Un infortuné jeune homme, Van Krieken, que l'on disait d'ailleurs bon catholique, fut assailli à Bruxelles par des fanatiques, qui lui scièrent la tête, pour avoir, disaient-ils, manqué de respect à une procession de capucins. Je vis, de mes propres yeux, cette populace effrénée passer sous mes fenêtres avec la tête sanglante du malheureux ; elle allait présenter son exécrable offrande au couvent des révérends pères : cette affreuse image ne sortira jamais de ma mémoire. »

— Réflexions, p. 35 et 56
La liberté du langage que tenait Lambrechts pour caractériser de pareilles horreurs, ne tarda pas à attirer sur lui les dangers de la proscription : il fut contraint de s'exiler pour sa propre sûreté et ne rentra en Belgique qu'après le rétablissement de la souveraineté de la maison d'Autriche sur les Pays-Bas du Sud.

« En 1793, nous dit-il, je me fixai définitivement à Bruxelles, pour y exercer l'honorable et indépendante profession d'avocat. »

— Notice, p. 4
Après l'entrée des Français en Belgique, il se déclara partisan de la Révolution française. Il devint officier municipal de Bruxelles, membre de l'administration centrale, puis président de l'administration centrale du département de la Dyle.

« Dans ces diverses places, que je n'avais pas sollicitées, nous dit-il, j'ai pu quelquefois errer ; mais j'ai tâché de faire le bien et d'empêcher le mal, toutes les fois que la chose m'a été possible. Cependant une triste expérience m'a convaincu qu'on est souvent trompé en se fiant à la bonne foi des hommes. »

— Notice, p. 4

Lambrechts se distinguait depuis trois ans dans ces pénibles fonctions, par une intégrité à toute épreuve jointe à la simplicité de mœurs la plus accessible, par les vastes connaissances qu'il déployait dans toutes les branches d'une administration étendue, qu'il avait en quelque sorte été forcé de créer lui-même, et par son infatigable application au travail, que ses subordonnés avaient beaucoup de peine à imiter, lorsque le Directoire, après le 4 septembre 1797 (18 fructidor an V), l'appela au ministère de la Justice, en remplacement de Merlin de Douai, qui entrait lui-même au Directoire avec François de Neufchâteau. Lambrechts occupa ce ministère du 3 vendémiaire an VI au 2 thermidor an VII. Adolphe Thiers, dans son Histoire de la Révolution française, rend ainsi compte de cette nomination : 

« On remplaça les deux ministres appelés au Directoire par deux administrateurs excellents, pris dans la province. Le Directoire espérait ainsi composer le gouvernement d'hommes plus étrangers aux intrigues de Paris, et moins accessibles à la faveur : il appela à la Justice Lambrechts, commissaire près l'administration centrale du département de la Dyvle, magistrat intègre, et à l'Intérieur Letourneur, administrateur capable, actif et probe, etc. »

« Lambrechts et Letourneur, dit Lallemand, parurent être appelés le premier à la Justice, le second à l'Intérieur, comme pour servir de consolation aux honnêtes gens. »

Si La Réveillère et quelques autres membres du Directoire avaient conservé la plus grande simplicité de mœurs au faîte du pouvoir, le faste des autres, beaucoup plus en vue, et surtout le luxe scandaleux des salons et des antichambres de Barras avaient déjà, comme on sait, ramené en grande partie les modes et les habitudes de la monarchie. L'honnête Lambrechts, dont la simplicité ne pouvait s'accommoder de pareilles préoccupations, alla prendre possession de l'hôtel du ministère, en voiture de place, dans son costume ordinaire et sans aucune suite. Le concierge, trompé par son air modeste, ne pouvait se figurer que ce fût là le nouveau ministre et lui disputa même pendant quelque temps l'entrée de l'hôtel.
Cette grande simplicité de mœurs, Lambrechts la conserva au ministère et pendant toute sa vie. Il succédait à l'un des hommes les plus laborieux qui eussent jamais été à la tête d'un ministère, et il sut entretenir constamment dans ses bureaux la même exactitude dans l'expédition des affaires. Il resta deux ans au ministère de la justice, c'est-à-dire jusqu'au 18 messidor an VII, ou 30 juillet 1799, époque où une nouvelle révolution, que celle du 18 brumaire fit bientôt oublier, amena un nouveau changement dans le Directoire. Quelque temps auparavant, il avait été mis sur les rangs pour entrer au Directoire même, quand Rewbell en sortit pour faire place à Sieyès (le 27 floréal an VII, ou 16 mai 1799).
Le système de juste milieu, attribué au Directoire et qualifié de système de bascule, a été diversement apprécié ; mais ce que l'on ne contestera point, c'est qu'à l'exception des mesures mêmes qui avaient été prises le 18 fructidor, auxquelles Lambrechts n'eut aucune part, les deux années de son ministère sont les plus pures d'arbitraire, de toute la domination du Directoire, comme elles sont aussi les plus brillantes par les triomphes des armées républicaines.

### Sénateur du Premier Empire
Lambrechts, qui n'avait pris aucune part aux évènements des 18 fructidor an V et 18 brumaire an VIII, fut nommé membre du Sénat conservateur à sa création, le 3 nivôse an VIII. Il y fit partie de la minorité et vota contre le Consulat à vie et contre l'établissement de l'Empire ; il n'en fut pas moins nommé membre (9 vendémiaire an XII) puis commandant de la Légion d'honneur (25 prairial an XII) et crée comte de l'Empire (mai 1808).
Pendant toute la durée du gouvernement impérial, Lambrechts siégea à côté de Lanjuinais, de Destutt de Tracy, de Garat, de Cabanis et de Volney, faisant partie de « cette ombre d'opposition qui ne fut tolérée par le maître que parce qu'elle n'eut jamais assez de force et de courage pour lui donner de l'inquiétude ».

### 1814
Le 2 avril 1814, le comte Lambrechts fut le premier à demander la déchéance de l'Empereur, qui fut votée sans opposition. Chargé de rédiger les considérants du sénatus-consulte qui la sanctionnait (« où sont exposés avec précision les grands principes des libertés publiques, la censure du passé et des leçons pour l'avenir »), il apporta le lendemain, un véritable réquisitoire, dans lequel il était dit entre autres choses que Napoléon Ier avait ajourné sans nécessité le Corps législatif et fait supprimer comme criminel un rapport de ce Corps auquel il contestait son titre et sa part à la représentation nationale.
Membre de la commission (avec le duc de Plaisance, Destutt de Tracy, Emmery et Barbé-Marbois) chargée, le 4 avril 1814, par le gouvernement provisoire de 1814 de préparer le nouvel acte constitutionnel, M. Lambrechts rédigea, le même jour, l'article portant « que le peuple français appelait librement au trône Louis-Stanislas-Xavier, frère du dernier roi. » L'abbé de Montesquiou protesta contre « appelait ». M. de Talleyrand répondit qu'on réglerait ce point quand l'accord serait fait sur les autres. L'article fut maintenu, mais le projet, adopté par le Sénat le 6 avril 1814, n'eut point de suite, Louis XVIII ayant refusé de le sanctionner et l'annula par la déclaration de Saint-Ouen. Lambrechts n'en fit pas moins tous ses efforts, pour que Louis XVIII reconnût tenir ses droits du peuple ; néanmoins il adhéra au rappel des Bourbons et « se rangea sous leur bannière de bonne foi et sans arrière pensée ».
L'ancien sénateur ne fut pas appelé à la Chambre des pairs, il obtint toutefois des lettres de grande naturalité et ne voulut point quitter la France, quoique sa patrie en eût été séparée.

### Député de laRestauration
Pendant les Cent-Jours, Lambrechts vota contre l'Acte additionnel.
Il se tint à l'écart au début de la seconde Restauration, mais, s'étant lié avec le parti de l'opposition libérale, il fut porté en même temps par deux départements (par celui du Bas-Rhin le 11 septembre 1819, et celui de la Seine-Inférieure), à la Chambre des députés. Il opta pour le Bas-Rhin et siégea constamment sur les bancs de l'extrême gauche, où il vota constamment, dit la Biographie des contemporains, « avec les amis des droits nationaux consacrés par la charte, s'opposa à toutes les lois d'exception et fut l'un des 95 députés qui se prononcèrent contre le nouveau système électoral ».
Les opinions les plus remarquables qu'il y manifesta furent pour l'admission de Grégoire, où il se leva presque seul, à la contre-épreuve, et contre le système électoral des « deux degrés » , loi du double vote (1820), proposé par le ministère.
Il mourut à la fin de la législature, à Paris, le 3 août 1823 et fut inhumé au cimetière du Père-Lachaise (25e division).
Par testament il laissa une rente de 12 000 francs pour la fondation d'un hôpital destiné aux aveugles protestants, et 2 000 francs à l'Institut pour le meilleur travail sur la liberté des cultes. M. de Corbière, alors ministre de l'Intérieur, refusa l'autorisation d'accepter ce dernier legs, qui fut alors offert par la succession à la Société de la morale chrétienne. Le prix fut gagné par M. Alexandre Vinet en 1826.

## Publications
On a de M. Lambrechts :
- Comte (Charles Joseph Mathieu) Lambrechts, Quelques réflexions à l'occasion du livre de M. l'abbé Frayssinous, intitulé : « Des vrais principes de l'Église gallicane », Paris, Alexis Eymery et Delaunay, 1818, 103 p. (lire en ligne) ;
- On a publié après sa mort son autobiographie sous ce titre : Notice trouvée dans les papiers de M. le comte Lambrechts : et publiée par son héritier (M. d'Outrepont), vol. in-8°, M. d'Outrepont, 1823, 8 p. ;
- et, en langue allemande, H. Stoeber, Une fleur sur la tombe du comte Lambrechts, vol. in-8°, 4 p..

- Charles Joseph Mathieu De Lambrechts, Lettre de monsieur de Lambrechts docteur en droit & professeur à l'Université de Louvain. Ecrite au comte de Trauttmansdorff le 20. Septembre 1789, de l'Imprimerie patriotique, 1790 (lire en ligne)
- Rapport sur les peines à infliger dans l'armée navale, et dans les ports et arsenaux, Fait au nom du Comité de la Marine dans la Séance du 16 août 1790. Imprimé par ordre de l'Assemblée Nationale, Paris, Imprimerie Nationale, 1790 [18].
- Le ministre de la justice aux tribunaux civils, criminels et correctionnels, aux commissaires du Directoire exécutif établis près de ces tribunaux.
- Observations d'un citoyen du département des Deux-Nèthes sur les opérations des deux fractions de l'Assemblée électorale du même département 1799|Hacquart
- Discours prononcé au Temple de l'Éternel par le citoyen Lambrechts,... le 10 pluviôse, jour de la fête dédiée à la Pudeur, et dont on a généralement demandé l'impression [Texte imprimé]. Publication : (s. l. n. d.). Description matérielle : In-8° , 4 p. Sujet(s) : France (1795-1799, Directoire) [19].
- Charles Joseph Mathieu Lambrechts, Principes politiques, avec des additions notamment une réponse aux objections du censeur, Paris, Mme Marchant et Delaunay, 1815, 132 p. (lire en ligne)

## Titres
- Comte Lambrechts et de l'Empire (lettres patentes de mai 1808, Bayonne)[20] ;

## Distinctions
- Légion d'honneur[21],[22] :
  - Légionnaire (9 vendémiaire an XII : 2 octobre 1803), puis,
  - Commandant de la Légion d'honneur (25 prairial an XII : 14 juin 1804).

## Armoiries
| Figure | Blasonnement |
|        | Armes du comte Lambrechts et de l'Empire D'argent au chevron brisé de sable, accompagné de trois trèfles de même, quartier du Sénat., - Livrées : blanc, bleu et sable |